# Швеція на зимових Олімпійських іграх 1992
Швеція брала участь у Зимових Олімпійських іграх 1992 року в Альбертвілі (Франція) ушістнадцяте за свою історію, і завоювала одну золоту та три бронзові медалі. Збірну країни представляли 73 спортсмени (56 чоловіків та 17 жінок) у 9 видах спорту.

## Медалісти
| Медаль | Спортсмен                                                 | Вид спорту  | Дисципліна                       |
| ------ | --------------------------------------------------------- | ----------- | -------------------------------- |
| Золото | Пернілла Віберг                                           | Біатлон     | Жінки, гігантський слалом        |
| Бронза | Мікаель Лефгрен                                           | Біатлон     | Чоловіки, індивідуальна гонка    |
| Бронза | Ульф Юганссон Лейф Андерссон Торд Вікстен Мікаель Лефгрен | Біатлон     | Чоловіки, естафета 4х7,5 км      |
| Бронза | Крістер Майбек                                            | Лижні гонки | Чоловіки, 10 км класичним стилем |

## Учасники
| Спорт               | Чоловіки | Жінки | Всього |
| ------------------- | -------- | ----- | ------ |
| Біатлон             | 5        | 5     | 10     |
| Гірськолижний спорт | 5        | 3     | 8      |
| Ковзанярський спорт | 7        | 1     | 8      |
| Лижні перегони      | 6        | 6     | 12     |
| Санний спорт        | 3        | 0     | 3      |
| Стрибки з трампліна | 5        | 0     | 5      |
| Фігурне катання     | 0        | 1     | 1      |
| Фристайл            | 3        | 1     | 4      |
| Хокей               | 22       | 0     | 22     |
| Всього              | 56       | 17    | 73     |

## Біатлон
Спортсменів — 10
Чоловіки
| Спортсмени                                                | Змагання            | Час       | Промахи     | Відставання | Місце |
| --------------------------------------------------------- | ------------------- | --------- | ----------- | ----------- | ----- |
| Лейф Андерссон                                            | індивідуальна гонка | 1:02:09.3 | 3 (1+1+0+1) | +4:34.9     | 38    |
| Торд Вікстен                                              | спринт              | 28:40.5   | 1 (1+0)     | +2:38.2     | 48    |
| Мікаель Лефгрен                                           | спринт              | 27:33.3   | 0 (0+0)     | +1:31.0     | 20    |
| Мікаель Лефгрен                                           | індивідуальна гонка | 55:59.4   | 2 (0+1+0+1) | +25.0       | 3     |
| Андерс Маннельквіст                                       | спринт              | 29:52.0   | 3 (2+1)     | +3:49.7     | 67    |
| Андерс Маннельквіст                                       | індивідуальна гонка | 1:02:38.6 | 3 (0+0+1+2) | +5:04.2     | 43    |
| Ульф Юганссон                                             | спринт              | 27:19.0   | 0 (0+0)     | +1:16.7     | 14    |
| Ульф Юганссон                                             | індивідуальна гонка | 1:04:58.2 | 2 (1+1+0+0) | +7:23.8     | 64    |
| Ульф Юганссон Лейф Андерссон Торд Вікстен Мікаель Лефгрен | естафета            | 1:25:38.2 | 0 (0+0)     | +54.7       | 3     |

Жінки
| Спортсмени                                | Змагання            | Час       | Промахи     | Відставання | Місце |
| ----------------------------------------- | ------------------- | --------- | ----------- | ----------- | ----- |
| Інгер Б'єркбом                            | спринт              | 27:13.1   | 1 (1+0)     | +2:43.9     | 26    |
| Інгер Б'єркбом                            | індивідуальна гонка | 53:52.8   | 1 (0+0+0+1) | +2:05.6     | 12    |
| Анна Германссон                           | спринт              | 28:20.3   | 3 (0+3)     | +3:51.1     | 43    |
| Анна Германссон                           | індивідуальна гонка | 1:03:49.0 | 9 (1+2+4+2) | +12:01.8    | 64    |
| Катаріна Еклунд                           | індивідуальна гонка | 57:31.2   | 2 (1+0+0+1) | +5:44.0     | 29    |
| Крістіна Еклунд                           | спринт              | 29:25.9   | 4 (2+2)     | +4:56.7     | 57    |
| Мія Стадіг                                | спринт              | 26:15.0   | 0 (0+0)     | 1:45.8      | 14    |
| Мія Стадіг                                | індивідуальна гонка | 57:54.5   | 3 (1+0+0+2) | +6:07.3     | 33    |
| Крістіна Еклунд Інгер Б'єркбом Мія Стадіг | естафета            | 1:20:56.6 | 0 (0+0)     | +5:01.0     | 6     |